# Nicola Tumolero
Nicola Tumolero (* 24. September 1994) ist ein italienischer Eisschnellläufer.

## Werdegang
Tumolero hatte seinen ersten internationalen Erfolg bei den Juniorenweltmeisterschaften 2013 in Klobenstein. Dort holte er die Goldmedaille in der Teamverfolgung. Im November 2014 startete er in Obihiro erstmals im Eisschnelllauf-Weltcup und belegte dabei den 12. Platz über 5000 m in der Division B, den neunten Rang im Massenstart und den siebten Platz in der Teamverfolgung. Bei den Einzelstreckenweltmeisterschaften 2015 in Heerenveen errang er den fünften Platz in der Teamverfolgung. Im folgenden Jahr kam er bei den Einzelstreckenweltmeisterschaften in Kolomna auf den 11. Platz im Massenstart und auf den vierten Rang in der Teamverfolgung. Im Dezember 2016 erreichte er mit dem dritten Platz in der Teamverfolgung in Heerenveen seine erste Podestplatzierung im Weltcup. Bei den Einzelstreckenweltmeisterschaften 2017 in Gangwon lief er auf den 23. Platz über 1500 m, auf den 13. Rang über 5000 m und auf den sechsten Platz in der Teamverfolgung. In der Saison 2017/18 belegte er in der Teamverfolgung in Salt Lake City und über 5000 m in Berlin jeweils den zweiten Platz. Im Januar 2018 wurde er bei den Europameisterschaften in Kolomna Europameister über 5000 m. Zudem errang er dort den sechsten Platz über 1500 m und den fünften Platz in der Teamverfolgung. Bei den Olympischen Winterspielen 2018 in Pyeongchang gewann er die Bronzemedaille über 10.000 m. Außerdem wurde er dort Achter über 5000 m.

## Persönliche Bestzeiten
- 500 m: 37,12 s (aufgestellt am 5. März 2016 in Berlin)
- 1000 m: 1:11,22 min (aufgestellt am 20. Oktober 2017 in Inzell)
- 1500 m: 1:45,07 min (aufgestellt am 9. Dezember 2017 in Salt Lake City)
- 3000 m: 3:39,38 min (aufgestellt am 21. Oktober 2017 in Inzell)
- 5000 m: 6:07,50 min (aufgestellt am 10. Dezember 2017 in Salt Lake City)
- 10.000 m: 12:54,32 min (aufgestellt am 15. Februar 2018 in Pyeongchang)

## Teilnahmen an Weltmeisterschaften und Olympischen Winterspielen

### Olympische Spiele
- 2018 Pyeongchang: 3. Platz 10.000 m, 8. Platz 5000 m

### Einzelstreckenweltmeisterschaften
- 2015 Heerenveen: 5. Platz Teamverfolgung
- 2016 Kolomna: 4. Platz Teamverfolgung, 11. Platz Massenstart
- 2017 Gangwon: 6. Platz Teamverfolgung, 13. Platz 5000 m, 23. Platz 1500 m
- 2020 Salt Lake City: 6. Platz Teamverfolgung

## Weltcupsiege im Team
| Nr. | Datum            | Ort        | Disziplin        |
| --- | ---------------- | ---------- | ---------------- |
| 1.  | 8. Dezember 2019 | Nur-Sultan | Teamverfolgung 1 |